# Tribromure d'uranium
Le tribromure d'uranium, ou bromure d'uranium(III), est un composé chimique de formule UBr3. Il s'agit d'un solide rouge cristallisé qui fond à 730 °C en prenant une couleur verte à l'état liquide. Sa structure cristalline est isomorphe de celle du trichlorure d'uranium UCl3, dans le système cristallin hexagonal et le groupe d'espace P63/m (no 176) avec comme paramètres a = 794,2 pm et c = 444,1 pm, et deux atomes d'uranium par maille.
Il peut être produit par réaction de l'hydrure d'uranium(III) UH3 avec le bromure d'hydrogène :
UH3 + 3 HBr → UBr3 + 3 H2.